# دنیل جافای
دنیل جافای (آلبانیایی: Daniel Xhafaj؛ زادهٔ ۱ مهٔ ۱۹۷۷) بازیکن فوتبال اهل آلبانی بود.
از باشگاه‌هایی که در آن بازی کرده‌است می‌توان به باشگاه فوتبال دینامو تیرانا، باشگاه فوتبال اسکندربو کورچه، باشگاه فوتبال تئوتا، باشگاه فوتبال الباسانی، و باشگاه فوتبال تیرانا اشاره کرد.
وی همچنین در تیم ملی فوتبال آلبانی بازی کرده‌است.